# Ugglums församling
Ugglums församling var en församling i Skara stift och i Falköpings kommun. Församlingen uppgick 2006 i Gudhems församling.

## Administrativ historik
Församlingen har medeltida ursprung. 
Församlingen utgjorde troligen till 1360 ett eget pastorat för att därefter till 1962 vara annexförsamling i pastoratet Gudhem, (Östra) Tunhem och Ugglum. Från 1962 till 1989 var den annexförsamling i pastoratet Gudhem, Östra Tunhem, Ugglum, Broddetorp, Hornborga, Sätuna, Bolum och Bjurum, från 1989 till 1998 annexförsamling i pastoratet Gudhem, Östra Tunhem, Ugglum, Broddetorp och Bjurum. Från 1998 till 2006 ingick den i pastorat med Stenstorps församling som moderförsamling. Församlingen uppgick 2006 i Gudhems församling.

## Kyrkor
- Ugglums kyrka